# CHa-18
CHa-18 — мисливець за підводними човнами Імперського флоту Японії, який брав участь у Другій світовій війні.
CHa-18 відносили до серії допоміжних мисливців, споруджених з використанням можливостей малих суднобудівних підприємств. Ці кораблі мали дерев'яний корпус та при зникненні зацікавленості в них з боку збройних сил мали бути перетворені на риболовецькі судна.
Спорудження корпусу  CHa-18 здійснили на верфі в Сазі (затока Аріаке на заході Кюсю), а його оснащення озброєнням провели на верфі ВМФ у Майдзуру (обернене до Японського моря узбережжя Хонсю).
Корабель ніс службу на сході Мікронезії. Зокрема, відомо, що 30 вересня – 6 жовтня він супроводив конвой №5291 з Труку (центральні Каролінські острови) до атолу Кваджелейн (Маршаллові острови).
30 січня 1944-го американці розпочали операцію по встановленню контролю над Маршалловими островами. Цього дня на атолі Кваджелейн літаки з авіаносців знищили шерег японських допоміжних мисливців за підводними човнами, серед яких — CHa-18.